# Gabriela Diker
Gabriela Diker (1965, Buenos Aires, Argentina) es una académica, especialista en educación, pedagoga y funcionaria pública argentina. Fue la primera mujer en desempeñarse como rectora de la Universidad Nacional de General Sarmiento, permaneciendo actualmente en el cargo con uso de licencia. Se desempeñó como secretaria de evaluación e información educativa de la Nación entre 2019 y 2021.

## Reseña biográfica
Licenciada en Ciencias de la Educación de la Universidad de Buenos Aires (UBA) y doctora en Educación, con énfasis en Historia de la Educación y la Pedagogía en Universidad del Valle, Colombia. Realizó estudios posdoctorales en la Universidad de Valladolid, España.
Gabriela Diker cursó sus estudios secundarios en la Escuela Normal N°4 durante la dictadura militar en Argentina. Fue en este lugar donde su interés por las ciencias de la educación se despertó pues, en esa época, la escuela normal tenía bachilleratos orientados y eligió una orientación pedagógica en cuarto y quinto año.
Mientras estudiaba, trabajó en áreas relacionadas con la educación y, en el segundo o tercer año de su carrera, se incorporó como alumna ayudante en la cátedra de Historia General de la Educación, bajo la dirección de Cecilia Braslavsky. Se desempeñó como docente e investigadora en la Universidad de Buenos Aires y la Facultad Latinoamericana de Ciencias Sociales (FLACSO).
En 2003, comenzó a enseñar en la Universidad Nacional de General Sarmiento, inicialmente en la materia "Educación 1" para los profesorados, una introducción al campo de la educación. También participó en la línea de investigación de la universidad, trabajando en varios proyectos, incluyendo uno centrado en la autoridad en la escuela secundaria.
En el año 2003 inició sus tareas como investigadora docente del área de educación en el Instituto del Desarrollo Humano de la UNGS, del cual pasó a ser coordinadora de formación en el período 2004-2010. De 2010 a 2014 ocupó la secretaría académica de la misma casa de estudios, año en el que fue elegida rectora, pasando a ser la primera mujer en la historia de la universidad en ocupar ese cargo.

### Rectorado
Gabriela Diker fue elegida rectora por dos períodos consecutivos: 2014-2018 y 2018-2022. Durante su gestión como rectora la UNGS llevó adelante proyectos de expansión social, académica y edilicia. 
En el año 2015, se abrió la Escuela Secundaria, en el marco del proyecto de creación de escuelas secundarias del Ministerio de Educación de la Nación.
Se amplió la oferta en formación continua, con nuevos talleres, cursos y diplomaturas del ámbito de la cultura, las artes, el género y la formación profesional.
Se realizó el primer censo de estudiantes con el objetivo de analizar las distintas realidades y contextos para diagramar y llevar a cabo políticas universitarias que atiendan a las necesidades del alumnado.
Desde el surgimiento del movimiento Ni una menos, y más específicamente en el año 2018,  en el marco de la Campaña Nacional por el Derecho a la Interrupción Voluntaria del Embarazo, el rectorado en conjunto con las unidades académicas y administrativas de la UNGS pusieron en marcha un esquema de contención, apoyo y promoción en materia de género, violencia de género y acceso a los derechos sexuales y reproductivos. Dentro de este esquema se destaca la formación obligatoria en perspectiva de género para autoridades,  docentes, no docentes y estudiantes. También en 2018 participó del debate parlamentario por el tratamiento de la Ley de aborto legal.
Durante su rectorado, Ediciones UNGS, la editorial universitaria, publicó "Yo nena, yo princesa" y "Mariposas libres", dos libros que trataban la niñez transgénero por primera vez desde un ámbito universitario argentino. Dichos libros fueron censurados en la Noche de los Libros por el Municipio de San Miguel Arcángel.

### Secretaría de Evaluación e Información Educativa
En el año 2019, con la asunción del presidente Alberto Fernández, fue convocada para formar parte del gabinete del Ministerio de Educación, junto al ministro Nicolás Trotta, como secretaria de evaluación e información educativa, pasando a ser rectora en uso de licencia en la UNGS. 
Frente a la pandemia mundial de Covid-19 el ámbito educativo se enfrentó a la situación sin precedentes de trasladar la impartición de clases al ámbito virtual, contexto en que esta secretaría pasó a tener un rol fundamental en la defensa de la educación, relevando datos de conectividad, acceso y continuidad pedagógica.
Actualmente permanece en el cargo.

## Transmisión Educativa
La integración, las relaciones sociales y las identidades surgen como resultado de un proceso de transmisión, aunque ni su forma ni su contenido pueden predecirse con antelación. La transmisión es la fuerza que impulsa el vínculo social y le da vida, pero no es algo estable ni inmutable. Transmitir no es otra cosa que “hacer llegar a alguien un mensaje”. Un mensaje transgeneracional que inscribe a los sujetos en una genealogía y los sitúa en una historia que es a la vez individual, familiar y social. 
Diker (2004) hace esta pregunta: ¿Por qué hablar de transmisión y no, simplemente, de educación?, y nos da estas dos respuestas:

### 1. El lenguaje de la transmisión no es el lenguaje de la pedagogía
La pedagogía no utiliza siquiera el término transmisión. Los educadores hablan de educación,  de enseñanza, no de transmisión. 
Diker mostrará que educación y transmisión no son lo mismo puesto que:
| | Transmisión | Educación |
| --- | --- | --- |
| La primera diferencia radica en lo que se espera que se haga con lo que se pasa:                                              | Propio de la transmisión es que ofrece a la vez una herencia y la habilitación para transformarla, para resignificarla.                                                      | Los educadores no esperan que el alumno transforme lo que se le enseña, sino que aprendan. |
| Mientras que la transmisión carece de propósitos o direccionalidad, la educación opera siguiendo objetivos:                   | La transmisión no puede tener propósitos, no puede fijar una direccionalidad, dado que sus efectos dependen de que se transmita la habilitación, la posibilidad de lo nuevo. | La educación en cambio persigue objetivos. Los educadores orientan sus prácticas de acuerdo con una direccionalidad anterior al acto mismo de enseñar, que le da sentido a su tarea.                                                     |
| Mientras que en la transmisión no es relevante el contenido que se pasa, en la educación el contenido ocupa un lugar central: | La importancia de la transmisión no se juega en aquello que se transmite. | En la educación en cambio, sí nos preocupa el contenido, hasta el punto que la relevancia social de la acción educativa se va a medir justamente en relación con aquello que la escuela enseña.                                          |
| El acto de transmisión no está sujeto a reglas:                                                                               | Mientras que el acto de transmisión no está sujeto a reglas. | La educación, más específicamente la enseñanza es objeto de regulaciones múltiples más o menos explícitas: desde las normas curriculares hasta el calendario escolar, desde las leyes laborales hasta los sistemas de calificación, etc. |

### 2. La enseñanza como transmisión
La enseñanza involucra, desata en ocasiones algo del orden de una transmisión. Esto ocurre y podrá ocurrir sólo bajo ciertas condiciones. Ocurre cuando: 
1. El docente se ubica en una posición de autoridad, de una autoridad que se basa no sólo en la  delegación de un conjunto de saberes técnicos acerca de la enseñanza a los que debe fidelidad, sino en la delegación de la posibilidad de recrear y refundar su propio saber acerca del acto de enseñar.
2. Cuando junto con aquello que se enseña se transmite también la habilitación para recrear, resignificar lo recibido.
3. Cuando se les permite a los alumnos ser algo distinto de lo que las categorías indican que son o que deben ser.

Pensar la enseñanza como acto de transmisión, como un acto que, a través del pasaje de un conocimiento ofrezca un soporte desde el cual la diferencia pueda ser pronunciada, exige quizás despedagogizarla, despojarla de esa normatividad que obtura el reconocimiento de todo aquello que escapa a las categorías escolares. Al mismo tiempo, pensar la enseñanza escolar como política de transmisión, nos pone por delante el desafío de imaginar una escuela que no se mueva en el dilema clásico inclusión-exclusión, sino antes bien, en el horizonte de la filiación. (Diker, 2004, p.230)

## Publicaciones
- Diker, Gabriela y Frigerio, Graciela (2009). Tiempos de infancias. Argentina, fragmentos de 200 años. Buenos Aires: Santillana.
- Diker, Gabriela (2009). ¿Qué hay de nuevo en las nuevas infancias?. Buenos aires: Universidad Nacional de General Sarmiento/ Biblioteca Nacional.
- Diker, Gabriela y Serra, Juan Carlos (2007). La cuestión docente. Argentina: las políticas de capacitación docente. Foro Latinoamericano de Políticas Educativas (FLAPE).
- Diker, Gabriela y Terigi, Flavia (1997). La formación de maestros y profesores: hoja de ruta. Paidós.

Libros en los que ha participado como compiladora, coordinadora o escritora de capítulos: 
- Frigerio, G., Diker, G (Comps.). (2010). Educar: saberes alterados[10]. CLACSO. Del estante editorial.
- Diker, G., Frigerio, G. (Comps.). (2005). Educar: Ese acto político[11]. Del Estante editorial.
- Frigerio, G., Diker, G (Comps.). (2004). La transmisión en las sociedades, las instituciones y los sujetos: Un concepto de la educación en acción[8]. Novedades Educativas.
- Frigerio, G., Poggi, M., y Korinfeld, D. (Comps.). (1999). Construyendo un saber sobre el interior de la escuela.[12] Ediciones novedades educativas. [Escritora de capítulo].